# Lautiaissaari
Lautiaissaari är en ö i Finland. Den ligger i sjön Pielisjärvi och i kommunen Nurmes i den ekonomiska regionen  Pielinen-Karelen  och landskapet Norra Karelen, i den centrala delen av landet, 400 km nordost om huvudstaden Helsingfors. Öns area är 1,3 kvadratkilometer och dess största längd är 2,3 kilometer i sydöst-nordvästlig riktning.